# Dubbel (voetbal)

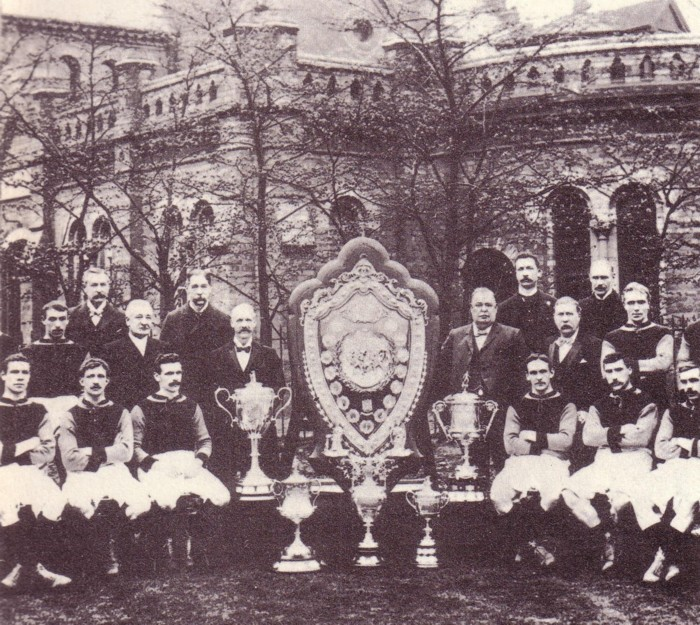
Het Engelse Aston Villa won in 1897 zowel de Football League als de FA Cup

Met het winnen van de dubbel wordt bedoeld dat een voetbalclub in hetzelfde voetbalseizoen zowel landskampioen wordt als de nationale beker wint.

## Clubvoetbal

### België
In België wordt de dubbel gespeeld door de winnaar van de Eerste klasse en de Beker van België. Het is tot nu toe zes clubs gelukt de dubbel te winnen. Het is KV Mechelen gelukt om als eerste en enige tweedeklasser in één seizoen (2018/19) de titel in Eerste klasse B (de voormalige tweede klasse) én de Beker van België te winnen, de zogenaamde kleine dubbel.
| Club              | Aantal | Seizoen(en)               |
| ----------------- | ------ | ------------------------- |
| RSC Anderlecht    | 3      | 1964/65, 1971/72, 1993/94 |
| Club Brugge       | 2      | 1976/77, 1995/96          |
| Union Sint-Gillis | 1      | 1912/13                   |
| Cercle Brugge     | 1      | 1926/27                   |
| KV Mechelen (2)   | 1      | 2018/19                   |
| Royal Antwerp     | 1      | 2022/23                   |

### Duitsland
In Duitsland (tot 1990 West-Duitsland) wint de winnaar van de Bundesliga en de DFB-Pokal de dubbel.
| Club                | Aantal | Seizoen(en) |
| ------------------- | ------ | --- |
| Bayern München      | 13     | 1968/69, 1985/86, 1999/00, 2002/03, 2004/05, 2005/06, 2007/08, 2009/10, 2012/13, 2013/14, 2015/16, 2018/2019, 2019/2020 |
| Schalke 04          | 1      | 1936/37 |
| 1. FC Köln          | 1      | 1977/78 |
| Werder Bremen       | 1      | 2003/04 |
| Borussia Dortmund   | 1      | 2011/12 |
| Bayer 04 Leverkusen | 1      | 2023/24 |

#### Oost-Duitsland
In Oost-Duitsland (de voormalige DDR) won tot en met 1990 de winnaar van de DDR-Oberliga en de FDGB-Pokal de dubbel.
| Club           | Aantal | Seizoen(en)               |
| -------------- | ------ | ------------------------- |
| Dynamo Dresden | 3      | 1970/71, 1976/77, 1989/90 |
| BFC Dynamo     | 1      | 1987/88                   |
| Hansa Rostock  | 1      | 1990/91                   |

### Engeland
In Engeland wint de winnaar van de Premier League en de FA Cup de dubbel. Zowel Manchester United (1993/94) als Chelsea (2009/10) wonnen de superdubbel; de supercup (voorafgaand aan het seizoen) én de dubbel. In 1999 won Manchester United de treble.
| Club              | Aantal | Seizoen(en)               |
| ----------------- | ------ | ------------------------- |
| Manchester United | 3      | 1993/94, 1995/96, 1998/99 |
| Arsenal           | 3      | 1970/71, 1997/98, 2001/02 |
| Manchester City   | 2      | 2018/19, 2022/23          |
| Preston North End | 1      | 1888/89                   |
| Aston Villa       | 1      | 1896/97                   |
| Tottenham Hotspur | 1      | 1960/61                   |
| Liverpool         | 1      | 1985/86                   |
| Chelsea           | 1      | 2009/10                   |

### Frankrijk
In Frankrijk wint de winnaar van de Ligue 1 en de Coupe de France de dubbel. Saint-Étienne (1967/68 en 1969/70), Olympique Marseille (1971/72), Girondins de Bordeaux (1986/87) en Olympique Lyonnais (2007/08) en Paris Saint-Germain (2014/15, 2015/16, 2019/20, 2023/24, 2024/25) wonnen allen in een seizoen de superdubbel; de supercup en de dubbel.
| Club                  | Aantal | Seizoen(en)                                          |
| --------------------- | ------ | ---------------------------------------------------- |
| Paris Saint-Germain   | 6      | 2014/15, 2015/16, 2017/18, 2019/20, 2023/24, 2024/25 |
| Saint-Étienne         | 4      | 1967/68, 1969/70, 1973/74, 1974/75                   |
| Olympique Marseille   | 2      | 1971/72, 1988/89                                     |
| Lille OSC             | 2      | 1945/46, 2011/12                                     |
| FC Sète               | 1      | 1933/34                                              |
| RC Paris              | 1      | 1935/36                                              |
| OGC Nice              | 1      | 1951/52                                              |
| Stade Reims           | 1      | 1957/58                                              |
| AS Monaco             | 1      | 1962/63                                              |
| Girondins de Bordeaux | 1      | 1986/87                                              |
| AJ Auxerre            | 1      | 1995/96                                              |
| Olympique Lyonnais    | 1      | 2007/08                                              |

### Italië
In Italië wint de winnaar van de Serie A en de Coppa Italia de dubbel. Alleen Internazionale wist beslag te leggen op de superdubbel. In seizoen 2005/06 won zij zowel de supercup als de dubbel. In 2010 won Inter de treble
| Club           | Aantal | Seizoen(en)                                          |
| -------------- | ------ | ---------------------------------------------------- |
| Juventus       | 6      | 1959/60, 1994/95, 2014/15, 2015/16, 2016/17, 2017/18 |
| Internazionale | 2      | 2005/06, 2009/10                                     |
| Torino         | 1      | 1942/43                                              |
| Napoli         | 1      | 1986/87                                              |
| Lazio          | 1      | 1999/00                                              |

### Luxemburg
In Luxemburg wint de winnaar van de Nationaldivisioun en de Beker van Luxemburg de dubbel.
| Club                    | Aantal | Seizoen(en)                                                            |
| ----------------------- | ------ | ---------------------------------------------------------------------- |
| Jeunesse Esch           | 8      | 1936/37, 1953/54, 1972/73, 1973/74, 1975/76, 1987/88, 1996/97, 1998/99 |
| F91 Dudelange           | 7      | 2005/06, 2006/07, 2008/09, 2011/12, 2015/16, 2016/17, 2018/19          |
| FA Red Boys Differdange | 3      | 1925/26, 1930/31, 1978/79                                              |
| Avenir Beggen           | 3      | 1983/84, 1992/93, 1993/94                                              |
| Fola Esch               | 1      | 1922/23                                                                |
| Spora Luxembourg        | 1      | 1927/28                                                                |
| Stade Dudelange         | 1      | 1947/48                                                                |
| Progrès Niedercorn      | 1      | 1977/78                                                                |
| Union Luxembourg        | 1      | 1990/91                                                                |
| CS Grevenmacher         | 1      | 2002/03                                                                |

### Nederland
Het lukte zes clubs om de nationale dubbel (Nederlands landskampioenschap/Eredivisie en KNVB Beker/Holdertbeker) te winnen. Het lukte Ajax en PSV om naast die dubbel ook de Europacup I te winnen, de treble. Het is nog nooit gebeurd dat een club in hetzelfde seizoen de nationale treble won, dus naast de dubbel ook de Johan Cruijff Schaal. Het lukte Ajax wel twee keer om dit binnen een kalenderjaar te realiseren, namelijk in 2002 en 2019.
| Club      | Aantal | Seizoen(en)                                                                     |
| --------- | ------ | ------------------------------------------------------------------------------- |
| Ajax      | 9      | 1966/67, 1969/70, 1971/72, 1978/79, 1982/83, 1997/98, 2001/02, 2018/19, 2020/21 |
| PSV       | 4      | 1975/76, 1987/88, 1988/89, 2004/05                                              |
| Feyenoord | 3      | 1964/65, 1968/69, 1983/84                                                       |
| RAP       | 1      | 1898/99                                                                         |
| HVV       | 1      | 1902/03                                                                         |
| AZ '67    | 1      | 1980/81                                                                         |

### Spanje
In Spanje wint de winnaar van de Primera División en de Copa del Rey de dubbel. In 2009 en 2015 won Barça de treble. In 2017/18 en 2024/25 won Barcelona zowel de dubbel als de Supercopa; dit was voor het eerst in de geschiedenis. Wel kreeg de winnaar van de dubbel tot en met 1989 de supercup automatisch toegewezen.
| Club            | Aantal | Seizoene(en)                                                                    |
| --------------- | ------ | ------------------------------------------------------------------------------- |
| FC Barcelona    | 9      | 1951/52, 1952/53, 1958/59, 1997/98, 2008/09, 2014/15, 2015/16, 2017/18, 2024/25 |
| Athletic Bilbao | 5      | 1929/30, 1930/31, 1942/43, 1955/56, 1983/84                                     |
| Real Madrid     | 4      | 1961/62, 1974/75, 1979/80, 1988/89                                              |
| Atlético Madrid | 1      | 1995/96                                                                         |

## Landenvoetbal
Ook in het geval dat een nationaal elftal achtereenvolgens het continentaal kampioenschap wint en daarna het WK (of andersom) spreekt men van een dubbel. Tot op heden (2025) is dit zeven keer voorgekomen:
| Land       | Aantal | Seizoenen                            |
| ---------- | ------ | ------------------------------------ |
| Spanje     | 2      | EK 2008, WK 2010 en WK 2010, EK 2012 |
| Argentinië | 2      | CA 2021, WK 2022 en WK 2022, CA 2024 |
| Duitsland  | 1      | EK 1972, WK 1974                     |
| Frankrijk  | 1      | WK 1998, EK 2000                     |
| Brazilië   | 1      | WK 2002, CA 2004                     |